# 카메이 준 (성우)
카메이 준(亀井 淳, 5월 31일 ~ )은 일본의 성우로, 지바현 출신다.